# المیر بورژ
المیر بورژ (به فرانسوی: Élémir Bourges) رمان‌نویس و روزنامه‌نگار قرن نوزدهم میلادی اهل فرانسه است.